# Hemileccinum impolitum
Hemileccinum impolitum је ретка гљива из реда вргања (Boletales). Микоризна је врста. Расте на киселим подлогама најчешће у низијским крајевима у близини храстова и грабова. Не јавља се сваке године. Плодоноси од јула до новембра.

## Опис плодног тела
Шешир код ове врсте величине 6-12 cm, ретко и до 20 cm. Врло је дуго полулоптаст, на крају тек мање-више спљоштен, но и тада доста правилно кружне ивице (руба). У младости кожица прераста руб шешира и подврће се. Кожица је сува и не лепи се на додир и доста је дуго покривена лако скидивим сребрнасто сивим слојем. Боја шешира је бледа окер до бледакожнате боје ретко и циметно смеђе. 
Цевчице праве мањи канал око дршке дугачке су 7-25 mm. У почетку су бледожуте боје, да би убрзо добиле загаситу, али јарку злаћасту до лимун жуту нијансу. 
Поре су дуго затворене и доста ситне (две до три по 1 mm). Такође су заобљене, истобојне цевчицама и на додир не мењају боју. 
Дршка је висока 5-14 cm, а дебела 2-6 cm батинаста до трбушасто батинаста, пуна и тврда. Бледокрем до бледожуте је боје, а у бази црвенкаста. Базална мицелија је бледожуте боје. 
Месо је једро и дебело често и више од 2 cm. Генерално је бело осим у близини дршке где жуто. Мирис је пријатан, а укус благо и пријатно пикантан.

## Микроскопија
Споре су бледожуте боје, вретенасто-елиптичне димензија 11,5-13,5 × 4,2-5 μm.

## Отисак спора
Отисак спора је загаситоцрвено-браонкасто-циметне боје.

## Јестивост
Јестива врста и једна од најукуснијих гљива у Европи.

## Сличне врсте
представља визуелно врло слична врста која има чисто белу капу. Главна разлика јесте та да поре оксидишу када се оштете постајући плаве.